# آدامس خرسی
آدامس فوزن (به انگلیسی: Fusen gum) شناخته شده در ایران با عنوان آدامس خرسی، یک آدامس بادکنکی مشهور ژاپنی است که توسط شرکت شیرینی‌پزی «ماروکاوا» تولید می‌شود. ماروکاوا یکی از بزرگ‌ترین شرکت‌های بین‌المللی است که از سال ۱۹۴۸ درکنار شیرینی‌جات تصمیم به تولید نوعی آدامس بادکنکی کرد که تاکنون نیز طرفداران خاص خود را در جهان دارد.

## ویژگی
آدامسِ خرسی∗ با قیمت ارزان و در طعم‌های میوه‌ای تولید می‌شود و در داخل بسته‌بندی آن نیز یک برچسب با شخصیت‌های اکشن وجود دارد. این آدامس از نوع بادکنکی است که قدرت کشسانی بالایی نیز داراست. عمده طرفداران این آدامس نیز از ژاپن، خاورمیانه و هندوستان هستند.